# اظهارنامه
اظهارنامه روشی قانونی جهت اعلام و مطالبه حقوق است. بنابر ماده ۱۵۶ قانون آیین دادرسی مدنی هر کس می‌تواند قبل از تقدیم دادخواست، حق و حقوق خود را به وسیله اظهارنامه از دیگری درخواست نماید به شرط اینکه زمان مطالبه رسیده باشد. از اینرو اظهارنامه در مسائل یا دعاوی حقوقی وسیله ایست برای بیان اظهارات خود به طرف مقابل.
چون اظهارنامه از طریق دفاتر خدمات الکترونیک قضایی در ایران به مخاطب ابلاغ می‌شود بنابراین امکان طرح دعوی بر اساس آن وجود دارد.
مثلاً اگر کسی خواهان حق خود باشد (پیش از طرح دعوی قضایی)، می‌تواند اجرا یا استیفای حق خود را به‌وسیله اظهارنامه از طرف مقابل بخواهد و در صورت عدم انجام آن اقدام به طرح دعوی کند.
نکته قابل اهمیت در اظهارنامه نبودن محدودیت در زمان تقدیم آن است به عبارت دیگر هر زمان که خواهان اراده کند می‌تواند اظهارنامه را بفرستد. عموماً از اظهارنامه قبل از طرح دعوای اصلی استفاده می‌شود.
دادگاه صالح برای ارسال اظهارنامه، دادگاه محل اقامت خواهان است بر عکس دادخواست.